# Darmstadt (Indiana)
Darmstadt is een plaats (town) in de Amerikaanse staat Indiana, en valt bestuurlijk gezien onder Vanderburgh County.

## Demografie
Bij de volkstelling in 2000 werd het aantal inwoners vastgesteld op 1313.
In 2006 is het aantal inwoners door het United States Census Bureau geschat op 1484, een stijging van 171 (13,0%).

## Geografie
Volgens het United States Census Bureau beslaat de plaats een oppervlakte van
12,2 km², geheel bestaande uit land.

## Plaatsen in de nabije omgeving
De onderstaande figuur toont nabijgelegen plaatsen in een straal van 16 km rond Darmstadt.

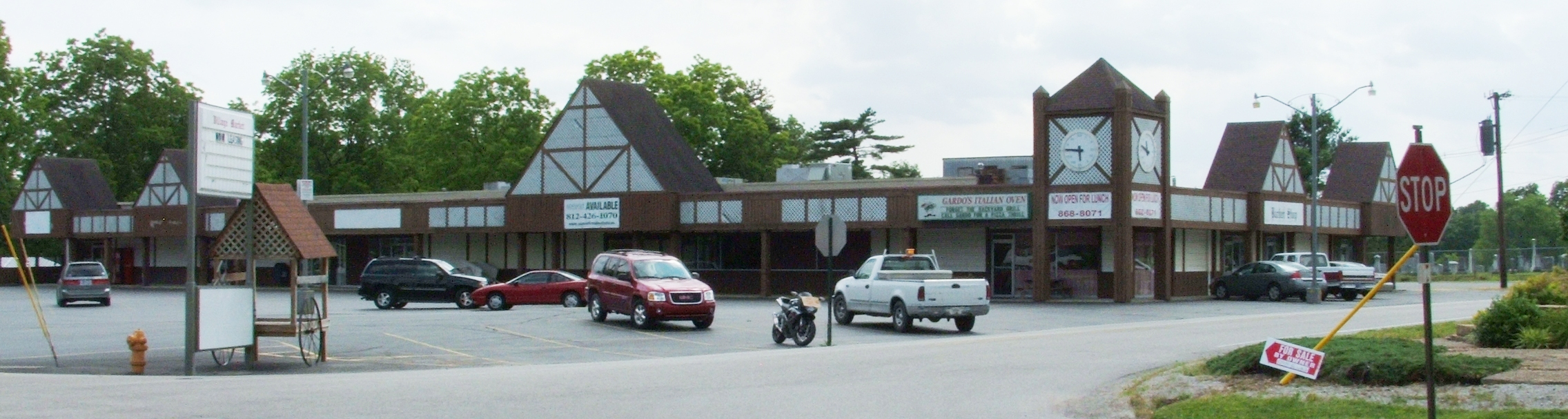
Darmstadt, 2009.
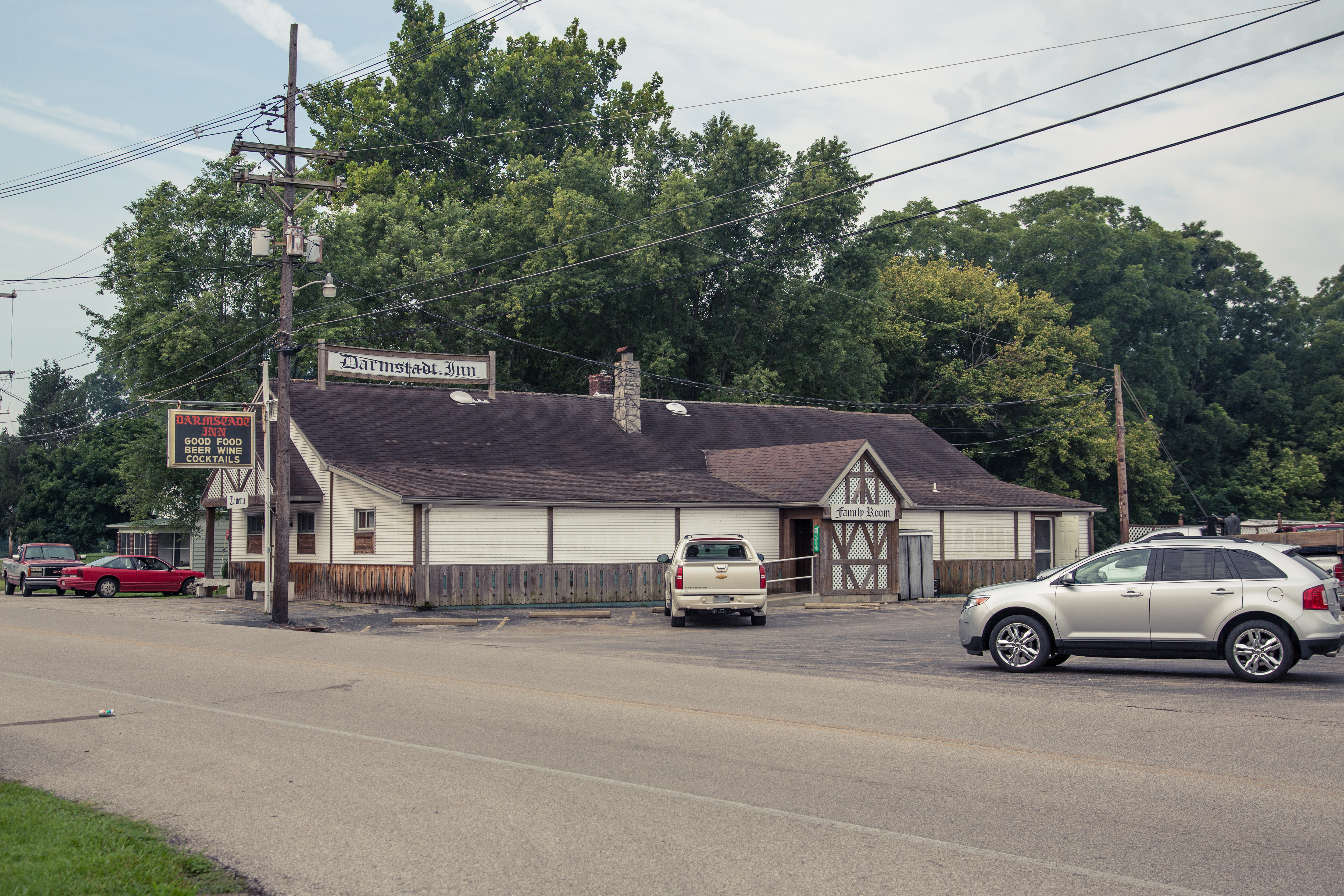
Darmstadt, 2016.